# Yeongjung-myeon
Yeongjung-myeon (koreanska: 영중면)är en socken i kommunen Pocheon i provinsen Gyeonggi i den norra delen av Sydkorea, 55 km nordost om huvudstaden Seoul.